# Largoz
Der Largoz, von Einheimischen auch Glotzen genannt, ist die nördlichste Graterhebung im Kamm zwischen dem Voldertal und dem Wattental in den Tuxer Alpen im österreichischen Bundesland Tirol. Das Gipfelkreuz steht auf einer Höhe von 2214 m ü. A. Der höchste Punkt befindet sich aber über 100 Meter weiter südlich und erreicht eine Höhe von mindestens 2220 m ü. A., ist aber auf der Österreichischen Bundeskarte nicht kotiert.
Obwohl der Largoz nur eine geringe Schartenhöhe zur weiter südlich gelegenen Wattenspitze
2321 m ü. A. aufweist, ist er Ziel vieler Bergwanderer und Skitourengeher. Gründe dafür sind die Aussicht durch die Lage direkt über dem Inntal und seine leichte Erreichbarkeit. Ausgangspunkt für eine Besteigung ist dabei häufig der Parkplatz oberhalb der des Gasthauses Krepperhütte am Großvolderberg auf 1360 m ü. A. Über einen Steig oder auch über Forststraßen gelangt man von hier zuerst zur Largozalm auf 1930 m ü. A., ehe der Weg über das Glotzenkreuz auf 2092 m ü. A. zum Largoz hinauf führt.
Im Winter wird der Largoz häufig mit Skiern bestiegen. Außerdem ist bei entsprechender Schneelage eine Abfahrt bis ins Inntal hinunter möglich. Der Parkplatz oberhalb der Krepperhütte ist im Winter auch Ausgangspunkt einer Rodelbahn, die auf Forstwegen in Richtung der Largozalm über etwa 300 Meter Höhendifferenz präpariert wird.
Der Name ist 1765 als Largaz erstmals verschriftlicht. Es liegt lateinisch laricatus ‚mit Lärchen durchsetzt‘ zugrunde.